# Denkmalgeschützte Objekte im Okres Brezno

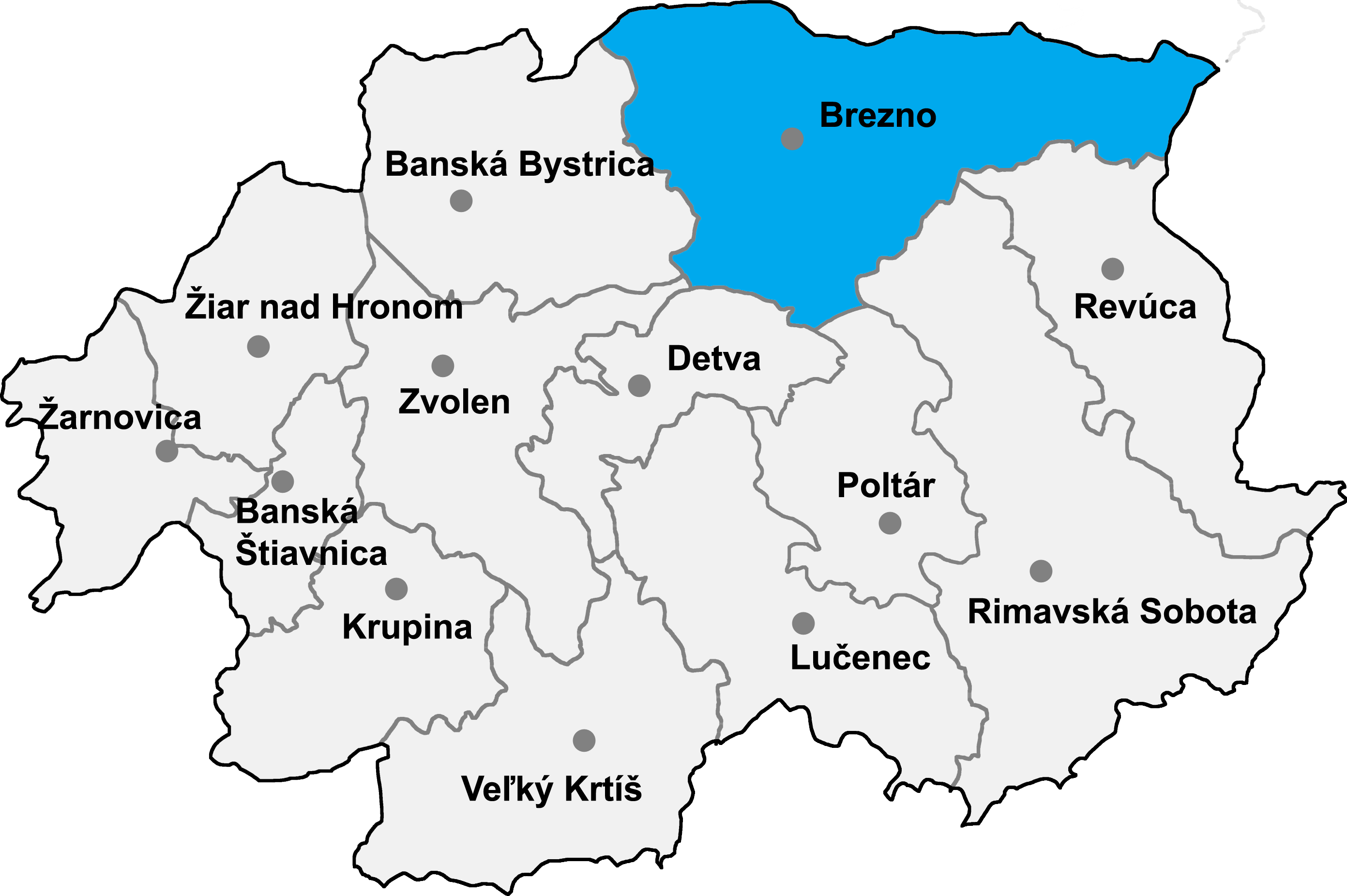

Im Okres Brezno bestehen 186 denkmalgeschützte Objekte. Die unten angeführte Liste führt zu den Gemeindelisten und gibt die Anzahl der Objekte an. In Gemeinden, die nicht verlinkt sind, existieren keine geschützten Objekte.
| Gemeindeliste                       | Objektanzahl |
| ----------------------------------- | ------------ |
| Bacúch                              | 4            |
| Beňuš (Beneschau)                   | 5            |
| Braväcovo                           | 0            |
| Brezno                              | 48           |
| Bystrá                              | 0            |
| Čierny Balog (Schwarzwasser)        | 18           |
| Dolná Lehota                        | 1            |
| Drábsko                             | 7            |
| Heľpa (Helpach an der Gran)         | 7            |
| Horná Lehota                        | 8            |
| Hronec (Rhonitz)                    | 12           |
| Jarabá                              | 0            |
| Jasenie                             | 9            |
| Lom nad Rimavicou                   | 4            |
| Michalová                           | 1            |
| Mýto pod Ďumbierom (Mauth)          | 2            |
| Nemecká (Deutschendorf an der Gran) | 5            |
| Osrblie (Zährenbach)                | 0            |
| Podbrezová                          | 5            |
| Pohorelá (Pohorella)                | 8            |
| Pohronská Polhora                   | 8            |
| Polomka                             | 4            |
| Predajná                            | 2            |
| Ráztoka                             | 0            |
| Sihla (Siegelglashütte)             | 0            |
| Šumiac                              | 18           |
| Telgárt (Thiergarten)               | 3            |
| Valaská                             | 2            |
| Vaľkovňa (Ferdinandsthal)           | 4            |
| Závadka nad Hronom                  | 2            |